# Cameltoe
Cameltoe je sleng izraz za velike stidne usne vidljive kroz usku odjeću.
Skovan je iz engleske riječi camel's toe, što u prijevodu znači devin papak. Izraz je korišten u filmovima Prognostičar iz 2005., Mrak mrak film te drugim.

## Vanjske poveznice
- Urban Dictionary